# Černá u Bohdanče
Černá u Bohdanče (en allemand : Tscherna bei Bochdanetsch) est une commune du district et de la région de Pardubice, en République tchèque. Sa population s'élevait à 698 habitants en 2024.

## Géographie
Černá u Bohdanče se trouve à 9 km à l'ouest-nord-ouest de Pardubice, à 21 km au sud-ouest de Hradec Králové et à 89 km à l'est de Prague.
La commune est limitée par Lázně Bohdaneč au nord, par Rybitví à l'est, par Pardubice au sud, et par Živanice à l'ouest.

## Histoire
La première mention écrite du village date de 1377.

## Transports
Par la route, Černá u Bohdanče se trouve à 10 km de Pardubice et à 106 km de Prague. 